# Monte Carlo cho tài chính
Trong lĩnh vực toán học tài chính, nhiều bài toán, như bài toán tìm giá trị buôn bán của một chứng khoán phái sinh, cuối cùng dẫn đến việc tính một tích phân. Mặc dù các tích phân đôi khi có thể tính được theo giải tích, đa số chúng đòi hỏi tích phân số. Khi số chiều (hay số bậc tự do), tăng lên phương pháp tích phân số khả thi nhất là phương pháp Monte Carlo. Các bài toán của tài chính rất hay gặp phải trường hợp số chiều lớn; với những số chiều cao như này, phương pháp Monte Carlo cho phép tìm được lời giải tiệm cận đến lời giải chính xác nhanh hơn các phương pháp khác, và lợi thế của phương pháp này tăng theo số chiều.
Bài viết này miêu tả một số bài toán tài chính tiêu biểu mà phương pháp Monte Carlo có thể được ứng dụng hiệu quả. Ở đây cũng miêu tả qua về số giả ngẫu nhiên, như dãy Sobol, có thể được ứng dụng trong phương pháp Monte Carlo ở đây.

## Tại sao phương pháp Monte Carlo
Phương pháp Monte Carlo được sử dụng phổ biến trong tài chính, từ tiền văn phòng (front office), nơi diễn ra các cuộc mua bán cho tới hậu văn phòng (back office), nơi đánh giá các rủi ro tài chính. Các sản phẩm tài chính thường được xác định giá bằng phương pháp Monte Carlo nếu nó được xây dựng trên một rổ các sản phẩm đơn giản thông dụng hơn, ví dụ có thể kể rà là quyền lựa chọn Hymalaya và quyền lựa chọn Best-Of. Việc nghiên cứu rủi ro của các ngân hàng cũng hay phải cầu đến phương pháp Monte Carlo để tạo ra các kịch bản cho bài toán tối ưu.